# Badminton Kalaallit Nunaat
Badminton Kalaallit Nunaat (BKN, früher Grønlands Badminton Forbund) ist die oberste nationale administrative Organisation in der Sportart Badminton in Grönland.

## Geschichte
Der Verband wurde am 19. Oktober 1973 in Nuuk von Margit Motzfeldt gegründet, die auch erste Vorsitzende wurde. Im Dezember 1997 wurde der Verband Mitglied im kontinentalen Dachverband Badminton Europe, zu der Zeit noch als European Badminton Union firmierend, und in dieser Zeit auch Mitglied in der Badminton World Federation, damals als International Badminton Federation bekannt. Neben jährlichen Einzelmeisterschaften und Juniorenmeisterschaften wurden zwischen 2000 und 2006 auch unregelmäßig Mannschaftsmeisterschaften ausgetragen.

## Vorsitzende
- 1973–1978: Margit Motzfeldt
- 1978–1982: ?
- 1982–2002: Hermann Berthelsen
- 2002–2009: Niels Erik Bro
- seit 2009: Michael Kleist